# Hippia albopicta
Hippia albopicta är en fjärilsart som beskrevs av Paul Dognin 1909. Hippia albopicta ingår i släktet Hippia och familjen tandspinnare. Inga underarter finns listade i Catalogue of Life.